# VTV (Santos)
VTV é uma emissora de televisão brasileira sediada em Santos, cidade do estado de São Paulo. Opera no canal 46 (45 UHF digital), e é afiliada ao SBT. A emissora pertence a Empresa de Comunicação PRM, do político e empresário Beto Mansur, do qual também fazem parte as rádios Cultura e Saudade FM. Seus estúdios estão localizados no Royal Trade Center, no bairro do Gonzaga, e sua antena de transmissão está no alto do Morro do Voturuá, em São Vicente.

## História

### RedeTV! (2002–2011)
A emissora foi fundada em 5 de abril de 2002 pelo político e empresário Beto Mansur, na época prefeito da cidade de Santos. Em seu início, era afiliada a RedeTV!, o que possibilitou sua expansão para municípios além da Baixada Santista, como Campinas, Indaiatuba e Ribeirão Preto. Em 1.º de agosto de 2007, utilizando a concessão do Sistema TV Paulista, foi fundada a VTV Goiânia em Goiânia, GO. Em outubro de 2007, foi cogitada uma afiliação do canal com a Record News.

### SBT (2011–presente)
Após a desfiliação da TVB Litoral em 31 de março de 2011, o SBT ficou sem sinal na Baixada Santista, até que em 5 de abril, a VTV deixa a RedeTV! e passa a ser afiliada ao SBT. Com isso, a emissora deixou de ter cobertura em alguns municípios fora da Baixada Santista que já possuíam sinal do SBT por meio de outras retransmissoras. O seu sinal na cidade de Campinas, que até então era retransmitido pelo canal 55 UHF, passou a ser retransmitido pelo 29 UHF, com uma concessão pertencente ao SBT RP. Em julho de 2011, a emissora encerrou as atividades da VTV Goiânia, uma vez que já existia uma afiliada do SBT na cidade, a TV Serra Dourada. A partir daí, a VTV passou a transmitir o seu sinal a mais de 48 cidades no interior de SP além de todo litoral paulista.
Em 31 de janeiro de 2022, a emissora deixou de atender as localidades do Litoral Norte, que passou a ser coberto pela TV Thathi Vale, de São José dos Campos. Desde fevereiro de 2022, passou a atender as regões de Araras e Rio Claro, antes cobertas pelo SBT RP, e as regiões de Atibaia e Bragança Paulista, antes cobertas pela TV Thathi Vale.

## Sinal digital
| Canal virtual | Canal físico | Resolução de tela | Programação                        |
| ------------- | ------------ | ----------------- | ---------------------------------- |
| 46.1          | 45 UHF       | 1080i             | Programação principal da VTV / SBT |

A emissora iniciou suas transmissões digitais em 15 de novembro de 2012, através do canal 45 UHF para Santos e localidades próximas. A emissora também já produz seus telejornais e programas locais em alta definição. Em algumas retransmissoras, o subcanal 2.2 transmite o áudio da Saudade FM, que também pertence ao grupo.
Transição para o sinal digital
Com base no decreto federal de transição das emissoras de TV brasileiras do sinal analógico para o digital, a VTV, bem como as outras emissoras de Santos, cessou suas transmissões pelo canal 46 UHF em 20 de dezembro de 2017, seguindo o cronograma oficial da ANATEL. O switch-off aconteceu às 23h59, durante a exibição do Programa do Ratinho.